# Далхарт (Тексас)
Далхарт (енгл. Dalhart) град је у америчкој савезној држави Тексас. Налази се у окрузима Далам и Хартли, а седиште је округа Далам. По попису становништва из 2010. у њему је живело 7.930 становника.

## Демографија
Према попису становништва из 2010. у граду је живело 7.930 становника, што је 693 (9,6%) становника више него 2000. године.
| Група             | 2000.         | 2010.         |
| Белци             | 5.364 (74,1%) | 4.963 (62,6%) |
| Афроамериканци    | 106 (1,5%)    | 97 (1,2%)     |
| Азијати           | 23 (0,3%)     | 54 (0,7%)     |
| Хиспаноамериканци | 1.650 (22,8%) | 2.697 (34,0%) |
| Укупно            | 7.237         | 7.930         |